# Панков, Сергей Леонидович
Сергей Леонидович Панков (15 марта 1941, Ногинск, Московская область — 8 декабря 2009, Улан-Удэ) — российский театральный актёр. Народный артист РФ (1999).

## Биография
Творческий путь начался со школы-студии Улан-Удэнского театра.
Работал актёром Иркутского областного драматического театра, Севастопольского городского драматического театра им. А.Луначарского, Государственного Академического русского театра драмы им. Лермонтова (Алма-Ата).
В 1960—1980 и с 1990 года — артист Государственного русского драматического театра имени Н. А. Бестужева.
С 1980 года по 1990 год был одним из ведущих актёров Государственного Академического театра драмы им. М. Ю. Лермонтова (Алма-Ата).

## Почетные звания и награды
- Заслуженный артист РСФСР (27 июля 1979).
- Народный артист РФ (8 января 1999).

## Творчество
За 40 лет на сцене С. Панков сыграл более 200 ролей, воплотил немало сценических образов русской и зарубежной классики, сумел тонко и глубоко раскрыть разные грани мужского характера. Наиболее значительные роли: донской казак Нагульнов из «Поднятой целины» М. Шолохова, Ибрагим Оглы из «Угрюм-реки» В. Шишкова, Фирс в спектакле «Вишневый сад» А. Чехова, Барон «Маленькие трагедии» А. Пушкина, Лейзер-мясник «Поминальная молитва» Г. Горина.